# Estación de San Fernando (Metro de Madrid)
San Fernando es una estación de la línea 7 del Metro de Madrid situada bajo la Plaza de la Real Fábrica de Paños de San Fernando, en el casco histórico de San Fernando de Henares. Junto a la estación se encuentra el Ayuntamiento de San Fernando de Henares.

## Historia y características
La estación fue abierta el 5 de mayo de 2007 junto al resto de estaciones que comprenden el tramo MetroEste. A diferencia de las demás estaciones de MetroEste, esta estación cuenta con una boca tradicional de metro en vez de un acceso en forma de templete acristalado.
El interior de la estación ha sido decorado con la obra de Ubaldo Cristóbal denominado "La Real Fábrica", que consiste en un mural retroiluminado creado en una serigrafía sobre lona, de la histórica fachada de la antigua Real Fábrica de Paños (que es el actual ayuntamiento y fue el origen del municipio), algo distorsionada a modo de collage de diferentes colores, visible desde todos los niveles de la estación.
En el proceso de excavación de la estación fueron descubiertos parte de los muros de la fábrica bajo la que se sitúa (datados del siglo XVIII) y otros restos arqueológicos.
La estación ha sufrido varias obras de rehabilitación desde su inauguración para garantizar la seguridad y aliviar las grietas que se han formado encima de los túneles por los que discurre el tramo MetroEste. Véase Obras de rehabilitación en Línea 7 para más detalles.

## Accesos
Vestíbulo San Fernando
- Gonzalo de Córdoba Pza. Echeveste, s/n (frente a C/ Gonzalo de Córdoba, 33)
- Ascensor Pza. Echeveste, s/n (frente a C/ Gonzalo de Córdoba, 33)

## Líneas y conexiones

### Metro
| << cabecera          | < estación | línea | estación > | cabecera >>                                   |
| -------------------- | ---------- | ----- | ---------- | --------------------------------------------- |
| Hospital del Henares | Jarama     |       | La Rambla  | Pitis Cambio de tren en Estadio Metropolitano |

### Autobuses
| Diurnos   |                                                                |                                        |                           |
| Línea     | Destino                                                        | Parada                                 | Operador                  |
| 283       | Coslada-San Fernando de Henares                                | 17420 Av. Madrid-Era                   | Avanza Movilidad Integral |
| 288       | Coslada-San Fernando de Henares                                | 17420 Av. Madrid-Era                   | Avanza Movilidad Integral |
| 822       | Coslada-San Fernando de Henares                                | 17420 Av. Madrid-Era                   | Avanza Movilidad Integral |
| 283       | Madrid (Avda. América)                                         | 12914 Coslada-Est. San Fernando        | Avanza Movilidad Integral |
| 822       | Madrid (Aeropuerto)                                            | 12914 Coslada-Est. San Fernando        | Avanza Movilidad Integral |
| 288       | Madrid (Ciudad Lineal)                                         | 17419 Av. Madrid-Av. Cañada            | Avanza Movilidad Integral |
| 287       | Madrid (Alsacia)                                               | 07128 Av. Cañada-Jesús de San Antonio  | Avanza Movilidad Integral |
| 287       | Coslada (Barrio de la Estación)                                | 07156 Av. Cañada-Jesús de San Antonio  | Avanza Movilidad Integral |
| 280       | Hospital - Loeches                                             | 17452 Av. Isabel Torres-Romero         | Avanza Movilidad Integral |
| 289       | Coslada (Hospital)                                             | 17452 Av. Isabel Torres-Romero         | Avanza Movilidad Integral |
| 280       | Coslada (FFCC)                                                 | 12405 Av. Vicálvaro-Guadalquivir       | Avanza Movilidad Integral |
| 289       | Madrid (Ciudad Lineal)                                         | 12405 Av. Vicálvaro-Guadalquivir       | Avanza Movilidad Integral |
| SE7       | Hospital del Henares                                           | 07127 Av. Vicálvaro-Gonzalo de Córdoba | Monbus                    |
| SE7       | Barrio del Puerto                                              | 07157 Av. Vicálvaro-Segura             | Monbus                    |
| Nocturnos |                                                                |                                        |                           |
| Línea     | Destino                                                        | Parada                                 | Operador                  |
| N203      | Coslada-San Fernando de Henares-Velilla de San Antonio/Loeches | 07156 Av. Cañada-Jesús de San Antonio  | Avanza Movilidad Integral |
| N203      | Madrid (Ciudad Lineal)                                         | 07128 Av. Cañada-Jesús de San Antonio  | Avanza Movilidad Integral |